# 출국 (영화)
"출국"은 2018년에 개봉한 대한민국의 영화이다. 
실화를 모티브로 한 이범수 주연 영화 '출국' 측은 10월16일 보도스틸 9종을 최초 공개했다. 
이 영화는 1986년 분단의 도시 베를린, 서로 다른 목표를 쫓는 이들 속에서 가족을 되찾기 위한 한 남자의 사투를 그린 이야기이다. 이 영화에서 영민은 '민실협' 활동으로 국내 입국 금지를 당한 마르크스 경제학자로, 북한 공작원의 말에 혹해 가족과 함께 북으로 가는 잘못된 선택을 하는 캐릭터다. 그가 북한 체제의 실상을 깨닫고 탈출하던 중 북측에 납치된 아내와 두 딸을 구하기 위해 사투를 벌인다는 이야기다.
서로가 서로를 감시하는 분단의 도시 베를린에서 큰 딸 ‘혜원’(이현정)과 함께 가족을 찾아 헤매는 ‘영민’의 장면은 진정 어린 부성애 연기를 선보이는 배우 이범수에 대한 기대가 크다. 또한 ‘영민’의 친한 동생인 동시에 남한 안기부 요원 ‘무혁’(연우진)은 ‘영민’의 가족을 돕기 위해 고군분투하는 모습을 보여준다. 여기에 끊임없이 ‘영민’을 압박해오는 남북 공작 책임자 ‘김참사’(박혁권)와 모든 사건의 배후인 북한 통일 전선부 35호실 최대 실세인 ‘최과장’(이종혁)의 모습은 긴장감을 극대화한다.
이외에도 80년대 베를린의 분위기를 고스란히 담아낸 동유럽 로케이션의 이색적 풍경은 관객들에게 특유의 분위기를 느끼게 한다.
"출국"은 1985년 독일에서 유학하던 중 북한 공작원에 포섭돼 가족과 함께 월북했다가 이듬해 아내와 두 딸을 북에 남겨둔 채 탈출해야만 했던 오길남 박사의 실화를 바탕으로 한 책 '잃어버린 딸들 오 혜원 규원'을 모티브로 한 영화다. 오 박사는 베를린에서 활동한 세계적 음악가인 윤이상(1917∼1995)으로부터 월북 권유를 받았다고 주장한 바 있다.
최공재 영화감독은 “북한의 간첩으로 인해 한 가족이 얼마나 무참히 부서지는지 봐야 한다”며 “아이들에게 백마디 말보다 한번 같이 영화보는게 훨씬 효과적”이라고 말했다.

## 캐스팅
- 이범수 : 오영민 역
- 연우진 : 최무혁 역
- 박혁권 : 김길중 참사 역
- 박주미 : 신은숙 역
- 이현정 : 혜원 역
- 김보민 : 규원 역
- 로버트 미카 : 샘 역
- 전무송 : 강문환 / 김영호 역
- 남문철 : 박무석 과장 역
- 조승연 : 이충근 역
- 정승길 : 이문호 역
- 정석원 : 백경수 역
- 애런 메이허 : CIA요원 역
- 파스칼 디오르 : 서독정보국 취조팀장 역
- 만딕 유레 : 서독정보국 취조요원 역
- 이재연 : 양주공작원 역
- 김선웅 : 김참사 보디가드 1 역
- 홍우진 : 김참사 보디가드 2 / 장도진 역
- 진선규 : 김참사 보디가드 3 / 꽁치 역
- 허승 : 김참사 보디가드 4 역
- 나주호 : 김참사 보디가드 5 역
- 이민학 : 김참사 보디가드 6 역
- 조창근 : 김참사 보디가드 7 역
- 송원종 : 납치운전수 역
- 여운복 : 허운 역
- 신수연 : 이정윤 역
- 한우진 : 운전기사 / 종두 역
- 하시연 : 잡지사 기자 역
- 김사권 : 안기부요원 역
- 차민정 : 일영 / 충근큰딸역
- 손선아 : 충근부인 역
- 은지성 : 충근아들 1 역
- 박준호 : 충근아들 2 역
- 고재원 : 충근아들 3 역
- 김채린 : 충근딸 1 역
- 신지우 : 충근딸 2 역
- 허다정 : 이문호 아내 역
- 프셰미스와프 푸카와 : 검문헌병 역
- 그레이 왓슨 : 내셔널지오그래픽 기자 역
- 존 웨이드 : 내셔널지오그래픽 기자 역
- 에단 와델 : 내셔널지오그래픽 기자 역
- 브래드 휠러 : 내셔널지오그래픽 기자 역
- 노상보 : 국정원 남 역
- 임영덕 : 최과장요원 1 역
- 엄지만 : 최과장요원 2 역
- 오안진 : 최과장요원 3 역
- 조현수 : 최과장요원 4 역
- 홍대영 : 최과장요원 5 역
- 이동훈 : 최과장요원 6 역
- 이형섭 : 박과장 요원 1 역
- 한수빈 : 박과장 요원 2 역
- 이종혁 : 최기철 과장 역 (특별출연)
- 경수진 : 어른 혜원 역 (특별출연)
- Tomek Adam Pilik: 베를린의 비밀 요원, 주인공의 메르세데스와 그의 딸을 차에 태우다